# Accademia di belle arti di Lecce
L'Accademia di belle arti di Lecce è un'istituzione culturale per l'alta formazione artistica. Fondata nel 1960, l'accademia dal 1970 ha sede nell'antico convento domenicano di San Giovanni D'Aymo nel centro storico di Lecce.
Secondo l'offerta formativa (MUR), l'accademia di belle arti salentina è compresa nel comparto universitario nel settore dell'alta formazione artistica, musicale e coreutica e rilascia diplomi accademici di primo livello (equipollenti alla laurea) e di secondo livello (equipollenti alla laurea magistrale).